# Alexandre Vinet
 (septembre 2016).
Si vous disposez d'ouvrages ou d'articles de référence ou si vous connaissez des sites web de qualité traitant du thème abordé ici, merci de compléter l'article en donnant les références utiles à sa vérifiabilité et en les liant à la section « Notes et références ».
Pour les articles homonymes, voir Vinet.
Alexandre Rodolphe Vinet, né le 17 juin 1797 à Lausanne et mort le 4 mai 1847 à Clarens, est un théologien, philosophe, journaliste, critique littéraire et historien suisse.

## Biographie

### Formation et carrière professionnelle
Alexandre Vinet naît à Lausanne, à Ouchy. Son père, Louis-Marc, d'origine française, était bourgeois de Crassier. Ayant fait des études pour devenir pasteur à la Faculté de théologie de Lausanne, Alexandre Vinet enseigne le français et la littérature française au gymnase de Bâle dès 1817, avant d'être consacré au ministère dans sa ville natale en 1819. Il enseigne en 1819 en qualité de privat-docent à l'université de Bâle puis en tant que professeur extraordinaire en 1835. En parallèle, il se met à disposition des pasteurs bâlois pour des remplacements.

### Écrits
Il écrit de nombreux ouvrages : Chrestomathie française (1829), Études sur la littérature française au XIXe siècle (1840-51), Histoire de la littérature française au XVIIe siècle, Études sur Pascal, Études sur les moralistes aux XVIe et XVIIe siècles, Histoire de la prédication parmi les Réformés de France, etc. Vinet est aussi un grand poète, il enrichit de ses œuvres de nombreux recueils de cantiques protestants. 
Il participe également à la rédaction de certains périodiques, comme Le Semeur, dont il a refusé la direction,.

### Orientation des travaux de recherche théologique
Il donne une impulsion nouvelle à la théologie protestante francophone, mais aussi en Angleterre et ailleurs. Lord Acton le compare à Richard Rothe. Sa philosophie s’appuie d'abord sur la conscience, définie comme ce qui permet à l'homme de rester dans une relation personnelle directe avec Dieu ; c'est elle qui régit la morale et rien ni personne n'a le droit d'attenter à la conscience de l'individu. Il préconise une liberté complète en matière de croyance religieuse et donc la séparation officielle entre l'Église et l'État, idéologie qu'il défend dans Mémoire en faveur de la liberté des cultes (1826), Essai sur la conscience (1829) et Essai sur la manifestation des convictions religieuses (1842). Il est l'objet de sanctions pour avoir prêché la tolérance envers les piétistes et les méthodistes.
Dès 1831, quand il publie Discours sur quelques sujets religieux, son influence commence à s'exercer au-delà des limites du canton de Vaud, dans le sens de la libéralisation et de l'approfondissement de la pensée religieuse, car il apporte à la doctrine traditionnelle une expérience vivante et personnelle. Il succède à Alexandre Leresche à la chaire de théologie pratique à l'Académie de Lausanne en septembre 1837. La même année, il remplace temporairement comme professeur de littérature française son ancien maître Charles Monnard, en congé à Paris. Il quitte l'Église officielle en 1840 et, en 1845, lorsque le pouvoir civil du canton de Vaud veut s'en prendre à l'autonomie de l'Église, il conduit la sécession qui prend le nom d'Église libre et présente à nouveau sa démission au Conseil d'État. Le gouvernement, tenant à sa présence dans le corps professoral, lui propose la chaire de littérature française abandonnée par Monnard[réf. souhaitée], qu'il refuse.

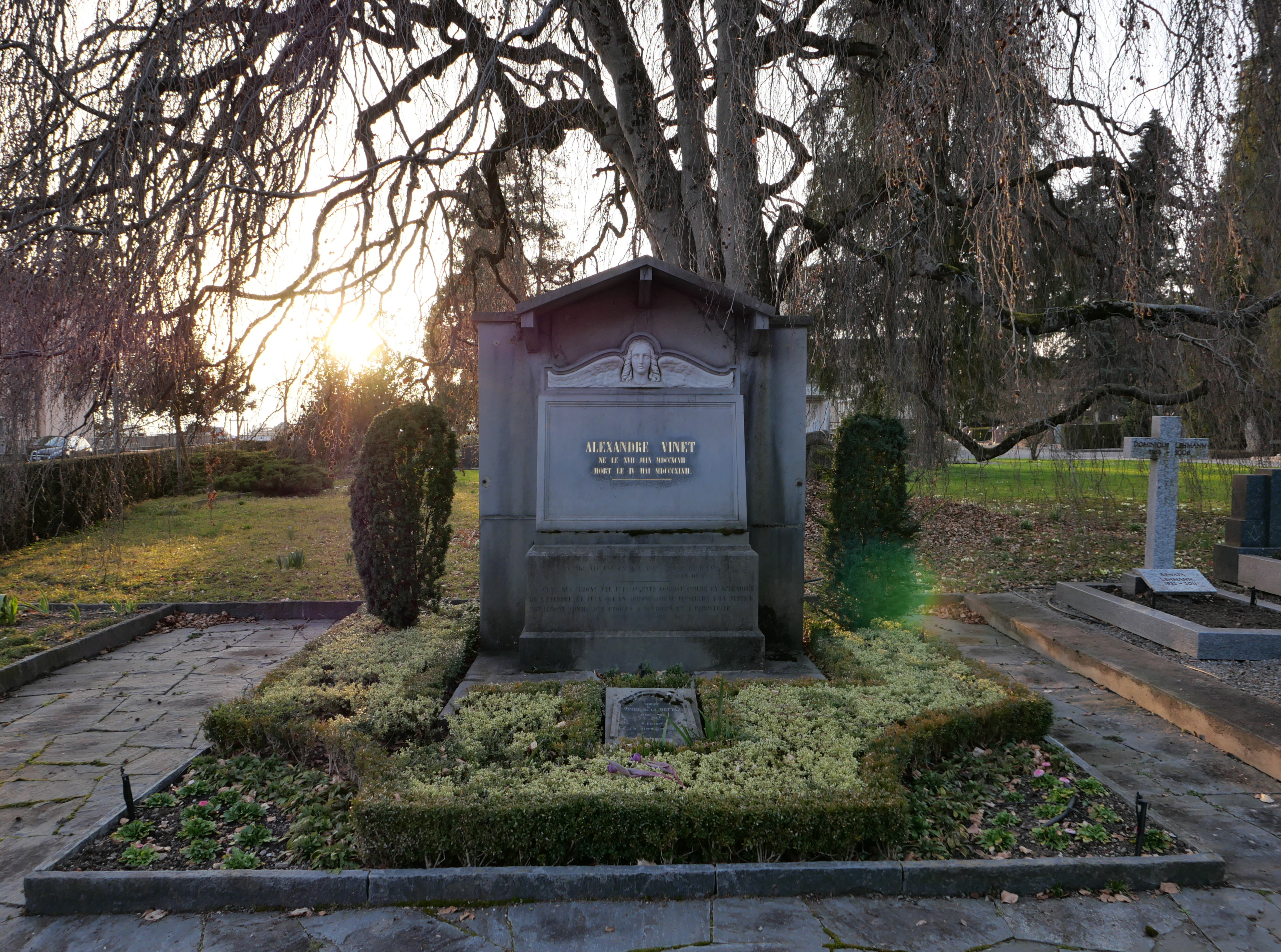
Vue de la sépulture.

Le 2 décembre 1846, la fermeté de ses choix religieux entraîne sa destitution, avec celle d'autres professeurs dont Charles Secrétan. On lui reproche d'avoir participé à des assemblées en marge de l'Église officielle.
Affaibli par la maladie, Vinet part se reposer à Clarens. Il y meurt le 4 mai et y est enterré. Une grande partie de son œuvre n'est imprimée qu'après sa mort.

## Vie privée
Le 7 octobre 1819, il épouse Sophie de la Rottaz, fille de Jean Rodolphe de la Rottaz, de Veytaux, et de Louise née Baud. Née en 1796, Sophie est sa cousine germaine par les mères. Le couple a deux enfants, Stéphanie (1820-1838) et Auguste (1821-1859). Sa fille bien aimée meurt à l'âge de 17 ans alors que son fils est atteint de surdité et d'épilepsie. À la suite de ces douloureuses épreuves il va composer ce fameux cantique :
Pourquoi reprendre, Ô père tendre
Les biens dont Tu m'as couronné ?
Lui-même a été cruellement blessé au bas-ventre en juillet 1820; malgré une opération en 1821 et plusieurs séjours de cure à Sète, Loèche-les-Bains et Lavey-les-Bains, il en souffrira jusqu'à la fin de sa vie. 

## Postérité
- Une rue Alexandre-Vinet à Lausanne, entre la rue du Valentin et l'avenue Antoine-Henri-Jomini, depuis 1885.
- Une statue érigée en 1900 à Lausanne (à l'extrémité orientale de la promenade de Montbenon) par la société d'étudiants Belles-Lettres.
- Un buste de Vinet, réalisé par le sculpteur veveysan David IV Doret et longtemps exposé à Lausanne dans l'ancienne Faculté de théologie libre (1864-1866), a été détruit par ignorance en 2016[8].
- À Montreux, où il décéda, une avenue et un collège portent son nom.
- Sa conception de la séparation de l'Église et de l'État a influencé tant le Dr A. G. Rudelbach et son plaidoyer pour le mariage civil, que Soren Kierkegaard qui le lit à partir de 1851. Cette lecture fait partie de l'arrière-plan théologique et intellectuel des volumes de L'Instant publiés par Kierkegaard de mai 1855 à sa mort[9].

## Publications

### Histoire de la littérature
- Chrestomathie française (1829)
- Études sur la littérature française au XIXe siècle (1849-51)
- Histoire de la littérature française au XVIIe siècle
- Études sur Blaise Pascal, Paris : chez les éditeurs, 1848, 351 p.
- Moralistes des XVIe et XVIIe siècles, 1859, 388 pages
- Histoire de la prédication parmi les réformés de France au dix-septième siècle, Paris : chez les éditeurs, 1860, 718 p.

### Théologie
- Nouveaux discours sur quelques sujets religieux (1841)
- Études évangéliques (1847)
- Mémoire en faveur de la liberté des cultes (1826)
- Essai sur la conscience (1829)
- Essai sur la manifestation des convictions religieuses et sur la séparation de l'Église et de l'État (1842)
- Discours sur quelques sujets religieux (1831) et Nouveaux discours (1841)
- Étude sur l'épître aux Colossiens (éd. 1841).
- Méditations évangéliques (éd. 1849).
- Cours d'Homilétique (éd. 1853).
- Cours de Théologie Pastorale (éd. 1854).